# لوکاس اسودو
لوکاس اسودو (انگلیسی: Lucas Acevedo؛ زادهٔ ۸ نوامبر ۱۹۹۱) بازیکن فوتبال اهل آرژانتین است.
از باشگاه‌هایی که در آن بازی کرده‌است می‌توان به باشگاه فوتبال روساریو سنترال اشاره کرد.